# لاک‌پشت‌گلیان
لاک‌پشت‌گلیان یا لاک‌پشت‌های گل‌زی و مشک‌دارتیره‌ای از لاک‌پشت‌های کوچک هستند که شامل لاک‌پشت‌های گلی و لاک‌پشت‌های مشک می‌شوند. این تیره شامل ۲۵ گونه در چهار سرده است، اما طبقه‌بندی مجدد یک روند مداوم است، بنابراین منابع مختلف برای تعداد دقیق گونه‌ها و زیرگونه‌ها اختلاف نظر دارند. این لاک‌پشت‌ها اغلب در آب‌های آرام و گل آلود حرکت می‌کنند. بیشتر لاک‌پشت‌گلیان لاک‌پشت‌های کوچک هستند که بین ۱۰ تا ۱۵ سانتی‌متر طول دارند و عمدتاً می‌توانند به رنگ سیاه، قهوه ای، سبز یا زرد مایل به زرد باشند.